# Население на Колумбия
Населението на Колумбия според преброяването от 2018 година е 48 258 494 души.

## Урбанизация
Градското население през 1938 година е 31%, през 1951 година е 57%, през 1990 година е около 70%, а по-късно е около 77%. Около 30 града имат население над 100 000 души.

## Възрастов състав
(2006)
- 0 – 14 години:е 30,3% (мъже 6 683 079 / жени 6 528 563)
- 15 – 64 години: 64,5% (мъже 13 689 384 / жени 14 416 439)
- над 65 години: 5,2% (мъже 996 022 / жени 1 279 548)

(2010)
- 0 – 14 години: 27,2% (мъже 6 150 834 / жени 5 876 697)
- 15 – 64 години: 66,8% (мъже 14 562 536 / жени 14 967 492)
- над 65 години: 6% (мъже 1 125 184 / жени 1 522 550)

(2018)
- 0 – 14 години: 22,6% (мъже 5 578 682 / жени 5 327 736)
- 15 – 64 години: 68,2% (мъже 16 021 815 / жени 16 909 775)
- над 65 години: 9,2% (мъже 1 974 715 / жени 2 445 771)

## Коефициент на плодовитост
- 2006 – 2,29
- 2010 – 2,12
- 2018 – 1,95

## Расов състав
(2005)
- 58% – метиси
- 20% – бели
- 14% – мулати
- 4% – чернокожи
- 3% – замбо
- 1 % – индианци

## Религия
Около 98% от населението на Колумбия са християни, от тях 90% – католици, 7% – протестанти, малък брой православни.

## Езици
Официален език в Колумбия е испанският.